# Ултразвук
Ултразвукът е звук с честота, по-голяма от горната граница на човешкия слух, която е около 20 kHz. Някои животни като кучета (до 45 kHz), делфини (до 150 kHz) и прилепи (до 110 kHz) имат по-висока граница от тази на човешкото ухо и могат да чуват ултразвук. Ултразвуковите трептения проявяват аналогични свойства на всички останали явления свързани с разпространение на механични вълни в дадена среда.

## Получаване
Първоначално всички ултразвукови вълни са се получавали по механичен начин (камертони, духови инструменти, сирени).
Високочестотните трептения в съвременните системи обикновено се създават с помощта на пиезокерамични преобразуватели, например, от бариев титанит. В онези случаи, когато основно значение има мощността на ултразвуковите трептения, обикновено се използват механични източници на ултразвук. Такива например са магнитострикционните излъчватели. Важно условие е работата на генератора и излъчвателя да става при условия на резонанс.

## Приложение
Ултразвукът има приложение в медицината, промишлеността и военното дело. Работата с ултразвукови апарати е сравнително по-безопасна в сравнение с останалите методи за работа с енергийни източници с насочена енергия. Честотата се подбира в зависимост от размера на обектите и необходимостта от проникване в дълбочина. В редки случаи е възможно при някои хора високата честота да предизвика слухов дискомфорт.

### В медицината
Типичните диагностични ултразвукови скенери работят в честотния диапазон от 2 до 13 MHz. По-мощни ултразвукови източници могат да затоплят локално определени тъкани и това намира приложение във физиотерапията. Фокусирани ултразвукови източници могат да бъдат използвани за разбиване на камъни в бъбреците или за лекуване на перде на окото. С помощта на ултразвуковия метод ехография може да се визуализират мускули и меки тъкани и по този начин да се откриват вътрешни заболявания. Скоростта на разпространение на вълната в меките тъкани е 1540 m/s. Акушерски ехографи обикновено се използват за наблюдение на плода по време на бременност. Ултразвукови почистващи апарати се използват и при зъболечението за отстраняване на зъбен камък.

### В промишлеността
В промишлеността ултразвукът се използва широко за регистриране и оценка на различни дефекти и нередности в изделията. Поради сравнително високата си себестойност, методът се прилага основно при много отговорни изделия. Той е един от основните методи, прилагани в конвенционалния безразрушителен контрол наред с радиографията, магнитно-праховите методи, методите с проникващи течности и метода с вихрови токове. Честотите на използваните ултразвукови вълни са най-често от порядъка на 1 – 20 MHz. Прилагат се методи за премахване на примеси от стопилките на метали и подобряване на тяхната структура.
За ултразвуково почистване се използва ултразвук с честота 20 – 40 kHz – в бижутерията, оптиката, за почистване на часовници, зъболекарски и хирургични инструменти и на промишлени части.
За обработка на метали и други материали с високи изисквания се използва ултразвуково длето – сонотрод. Това позволява обработка на материали, които трудно се обработват на конвенционалните машини.
Ултразвукови заварки се правят под действието на високочестотни вибрации. Този метод позволява свързването на трудно съвместими материали.
Системи с ултразвуков генератор/високоговорител се продават с твърдението, че пропъждат гризачи и насекоми, но няма научни доказателства, че тези устройства наистина имат ефект.

### Във военното дело
Ултразвукът във военното дело намира приложение за комуникации, позициониране и дори употребата му като несмъртоносно оръжие.
Звукови оръжия LRAD (произвеждани от LRAD Corporation, San Diego, California) се използват основно по време на протести или срещу малки вражески групи. За големи военни мисии това е непрактично заради голямата консумация на енергия и сравнително малкия обсег на действие.

## Ултразвукът при животните
Прилепи
Прилепите използват ехолокация, за да намерят плячката си и да се ориентират.
Делфини и китове
Много известен факт за делфините и китовете е, че могат да чуват ултразвук и имат собствени сонарни системи. Някои ползват ултразвук за лов (за намиране на плячка и при атака).
Кучета
Кучетата могат да чуват на много по-високи честоти от хората. Позната е „кучешката свирка“, която излъчва ултразвук над диапазона на чуване на хората.
Молци
Молците могат да долавят ултразвук в диапазона, в който прилепът може да излъчва.